# Trithemis imitata
Trithemis imitata är en trollsländeart som beskrevs av Elliot C.G. Pinhey 1961. Trithemis imitata ingår i släktet Trithemis och familjen segeltrollsländor. IUCN kategoriserar arten globalt som livskraftig. Inga underarter finns listade i Catalogue of Life.